# Parsifal (1982)
Parsifal ist ein 1982 produzierter westdeutsch-französischer Film von Hans-Jürgen Syberberg nach dem gleichnamigen Musikdrama („Bühnenweihfestspiel“) von Richard Wagner. Es wurde erstmals bei den Filmfestspielen Cannes außer Konkurrenz gezeigt. Der Filmstart in Deutschland war am 17. Juni 1982.

## Handlung
Die Handlung beginnt vor der riesigen Nachbildung einer Totenmaske. König Amfortas verfügt über den Gral Christi, der in der Lage ist, Leben zu spenden. Als besagter König die Heilige Lanze an den abtrünnigen Klingsor verlor, ist er danach mit einer nicht heilenden Wunde gezeichnet. Nur ein Unschuldiger kann dem König helfen und muss durch Mitleid zur Erkenntnis gelangen. Dieser Unschuldige wird vom jungen Parsifal verkörpert, der sich nun ins Reich von Klingsor und seiner Helferin Kundry begibt.

## Hintergrund
Der Soundtrack ist eine komplette Aufführung der Oper, dirigiert von Armin Jordan; aber die verwendete Bildsprache ist eine Melange aus mittelalterlichen Kostümen, Puppenspiel, Nazi-Emblemen und einer riesigen Totenmaske Richard Wagners. Für die Ausstattung wählte Syberberg u. a. Elemente aus Hieronymus Boschs Triptychen, etwa dem Garten der Lüste. Als optische Chiffre des Grals wählte Syberberg das Bayreuther Festspielhaus. Parsifal wird durch einen Austausch des Schauspielers zu einem androgynen Wesen, damit bereitet es eine Vereinigung von Mann und Frau am Ende des zweiten Aktes vor.
Für die von 2004 bis 2007 bei den Bayreuther Festspielen gezeigte Inszenierung des Parsifal von Christoph Schlingensief war Syberbergs Film eine wesentliche Inspirationsquelle.

## Kritik
In der Internet Movie Database erreicht der Film eine Bewertung von 7,5.